# Wyścig motocyklowy
Wyścig motocyklowy – dyscyplina sportowa, będąca odmianą sportu motocyklowego, która polega na ściganiu się motocyklami wyścigowymi określonego w przepisach typu, po torze wyścigowym. Termin ten obejmuje wszystkie zawody polegające na prowadzeniu pojazdu dwukołowego w przeznaczonym do tego miejscu i jak najszybszym osiągnięciu linii mety. Główne gatunki to motocyklowe wyścigi drogowe (na ulicach lub szosach), wyścigi terenowe (na nieutwardzonych torach ze wzniesieniami), zarówno na torach wyścigowych, jak i otwartych torach wyścigowych. Inne kategorie obejmują: trial (zawody, gdzie zawodnicy pokonują przeszkody ustawione z różnych przedmiotów, m.in. beczek, opon, skał), enduro (wyścigi wytrzymałościowe) i track racing (wyścigi torowe – żużel).

## Klasyfikacja
Międzynarodowa Federacja Motocyklowa klasyfikuje wyścigi motocyklowe w następujących czterech głównych kategoriach:
- road racing (wyścigi uliczne, szosowe)
  - Tradycyjne wyścigi drogowe
  - Motocyklowe Grand Prix
  - Wyścigi Superbike
  - Wyścigi Supersport
  - Wyścigi Endurance
  - Wyścigi Sidecar

- motocross (wyścigi na nieutwardzonych torach ze wzniesieniami)
  - Supercross
  - SuperMoto

- enduro (wyścigi wytrzymałościowe)
  - Enduro
  - Hare Scramble
  - Rajd terenowy

- track racing (wyścigi torowe - żużel)
  - Kryty krótki tor i TT Racing
  - Żużel
  - Wyścigi na trawie
  - Wyścigi na lodzie
  - Board track
  - Auto Race (sport japoński)

- trial (zawody, gdzie zawodnicy pokonują przeszkody ustawione z różnych przedmiotów, m.in. beczek, opon, skał)
  - Drag racing / sprint
  - UK Sprinting
  - Trial po górach
  - Landspeed racing (wyścig na prędkość)
  - Vintage
  - Super Hooligan

## Zawody wyścigowe motocykli

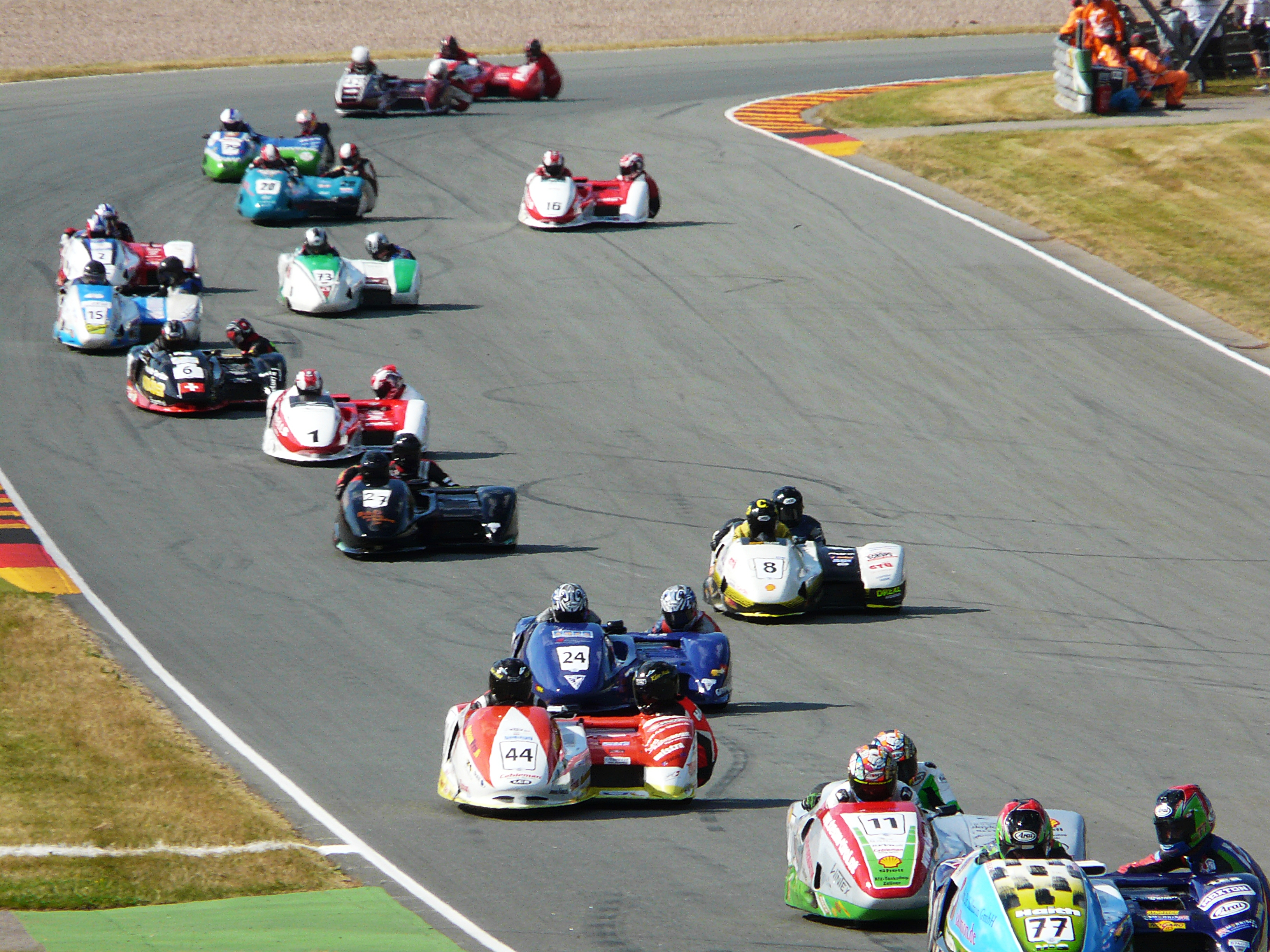
GP Niemiec 2010 w wyścigach Sidecar

FIM organizuje i sprawuje nadzór nad zawodami w pięciu dyscyplinach:

### Road racing
- FIM Grand Prix motorcycle racing
- FIM Superbike World Championship
- FIM Supersport World Championship
- FIM Road Racing World Championship Grand Prix
- FIM Endurance World Championship
- FIM Sidecar World Championship
- FIM CEV Moto2 European Championship
- FIM CEV Moto3 Junior World Championship
- MotoE World Cup

### Rajdy terenowe
- FIM Cross-Country Rallies World Championship
- FIM World Enduro Championship
- International Six Days Enduro
- FIM SuperEnduro World Championship
- FIM Motocross World Championship
- Motocross des Nations
- FIM Supercross World Championship
- FIM Sidecarcross World Championship
- FIM Snowcross World Championship
- FIM Trial World Championship
- Trial des Nations
- FIM Speedway World Championship
- FIM Supermoto World Championship
- Supermoto of Nations
- FIM Freestyle Motocross World Championship

Również rozgrywa się mistrzostwa, cykliczne zawody pucharowe i rozliczne zawody lokalne. Pierwsze motocyklowe mistrzostwa świata (odpowiednik samochodowej Formuły 1), zorganizowano w 1949 roku i odbywają się cyklicznie co roku.
Wyścigi motocyklowe zostały włączone w 1985 do programu World Games jako dyscyplina pokazowa.